# Milan Ušák
Milan Ušák (ur. 15 lipca 1972 we Wrocławiu) – polski prawnik, specjalizujący się w prawie finansowym i bankowym, nauczyciel akademicki, urzędnik, samorządowiec, w latach 2010–2024 burmistrz Siechnic.

## Biografia
Urodził się w 1972 roku we Wrocławiu jako syn Słowaka i Polki. Po ukończeniu pomyślnie zdanym egzaminie maturalnym, podjął w 1991 roku studia na kierunkach administracja i prawo na Uniwersytecie Wrocławskim. Ukończył je w 1995 roku zdobyciem tytułu zawodowego magistra. Ponadto w latach 1997–2002 był słuchaczem Studium Doktoranckiego Nauk Prawnych na Wydziale Prawa i Administracji UWr. 
 W 2003 roku Rada Wydziału Prawa, Administracji i Ekonomii Uniwersytetu Wrocławskiego nadała mu stopień naukowy doktora nauk prawnych w zakresie prawa finansowego.
Po studiach pracował w Biurze Dolnośląskiej Izby Gospodarczej we Wrocławiu oraz wrocławskim Biurze Terenowym Rzecznika Praw Obywatelskich. Ponadto był też członkiem Samorządowego Kolegium Odwoławczego we Wrocławiu. W latach 2003–2014 pracował jako adiunkt w Katedrze Prawa Finansowego na swojej macierzystej uczelni. W latach 1994–1998, 2009–2010 był radnym Gminy Święta Katarzyna, a od 1998 do 2001 roku pełnił urząd zastępcy wójta tej gminy. W 2010 roku został wybrany II turze na funkcję burmistrza Siechnic, pokonując swoją rywalkę Barbarę Kosterską 42 głosami różnicy. W 2017 r. przystąpił do stowarzyszenia Bezpartyjni Samorządowcy. W październiku 2018 roku został wybrany przez mieszkańców gminy na kolejną kadencję. W 2024 nie został ponownie wybrany.